# Greenville (Florida)
Greenville is een plaats (town) in de Amerikaanse staat Florida, en valt bestuurlijk gezien onder Madison County.

## Demografie
Bij de volkstelling in 2000 werd het aantal inwoners vastgesteld op 837.
In 2006 is het aantal inwoners door het United States Census Bureau geschat op 830, een daling van 7 (-0,8%).

## Geografie
Volgens het United States Census Bureau beslaat de plaats een oppervlakte van
3,4 km², geheel bestaande uit land. Greenville ligt op ongeveer 24 m boven zeeniveau.

## Plaatsen in de nabije omgeving
De onderstaande figuur toont nabijgelegen plaatsen in een straal van 40 km rond Greenville.